# Фрамбезия
Фрамбезия (от фр. framboise — «малина»; другие названия: тропическая полипапиллома, тропический сифилис, тропическая фрамбезия, пиан) — тропическая бактериальная инфекция кожи, костей и суставов, вызываемая спирохетой Treponema pallidum pertenue.

## История
Одно из первых описаний болезни было сделано голландским врачом Виллемом Пизоном в 1679 году, однако археологические данные указывают на то, что фрамбезия уже встречалась среди людей 1,6 миллиона лет назад.

## Патогенез
Фрамбезия передается через прямое соприкосновение с выделениями из очагов кожных поражений больного. Заражение, как правило, происходит неполовым путём. Инфекция наиболее распространена среди детей, которые разносят её при совместных играх. Другие болезни, также вызываемые микроорганизмами рода трепонем — это беджель (Treponema pallidum endemicum), пинта (Treponema pallidum carateum) и сифилис (Treponema pallidum pallidum).

## Клиника
Болезнь начинается с появления округлого участка твердого опухания кожи диаметром от 2 до 5 см. В центре целость кожного покрова может нарушиться с формированием язвы. Первичное кожное поражение обычно заживает через три — шесть месяцев. В последующем — через недели, а иногда и годы — могут развиваться боли в суставах и костях, общая слабость и новые кожные поражения. Кожа ладоней и подошв утолщается и покрывается трещинами. Может развиваться деформация костей (особенно носовых). Через пять лет и более от начала заболевания могут возникать обширные участки омертвения кожи с последующим рубцеванием.

## Диагностика
Распознавание фрамбезии часто основано на характерном внешнем виде поражений. Тесты на выявление антител в крови могут быть полезны, однако не позволяют отличить текущую инфекцию от предшествующих случаев. Наиболее точный метод диагностики — это полимеразная цепная реакция (ПЦР).

## Лечение
В типичных случаях лечение проводится с применением антибиотиков, включая прием азитромицина внутрь или инъекции бензатин-пенициллина. Без лечения в 10 % случаев возникают участки физического обезображивания.

## Профилактика
Профилактика отчасти заключается в лечении заболевших, что снижает риск дальнейшей передачи инфекции. При широком распространении болезни эффективной мерой является проведение лечебных мероприятий среди всего местного населения. Повышение уровня общей гигиены и санитарии также способствует сокращению распространения инфекции.

## Распространение
По состоянию на 2012 год, фрамбезия была распространена по меньшей мере в 14 тропических странах. Инфекция поражает только людей. В 1950-х и 1960-х годах Всемирная организация здравоохранения (ВОЗ) почти добилась полной ликвидации фрамбезии. Однако в последующие годы число случаев возросло, и ВОЗ поставила новую цель: искоренить болезнь к 2020 году. По последним оценкам, в 1995 году общее число инфицированных людей превышало 500 000.